# Buchschwabach

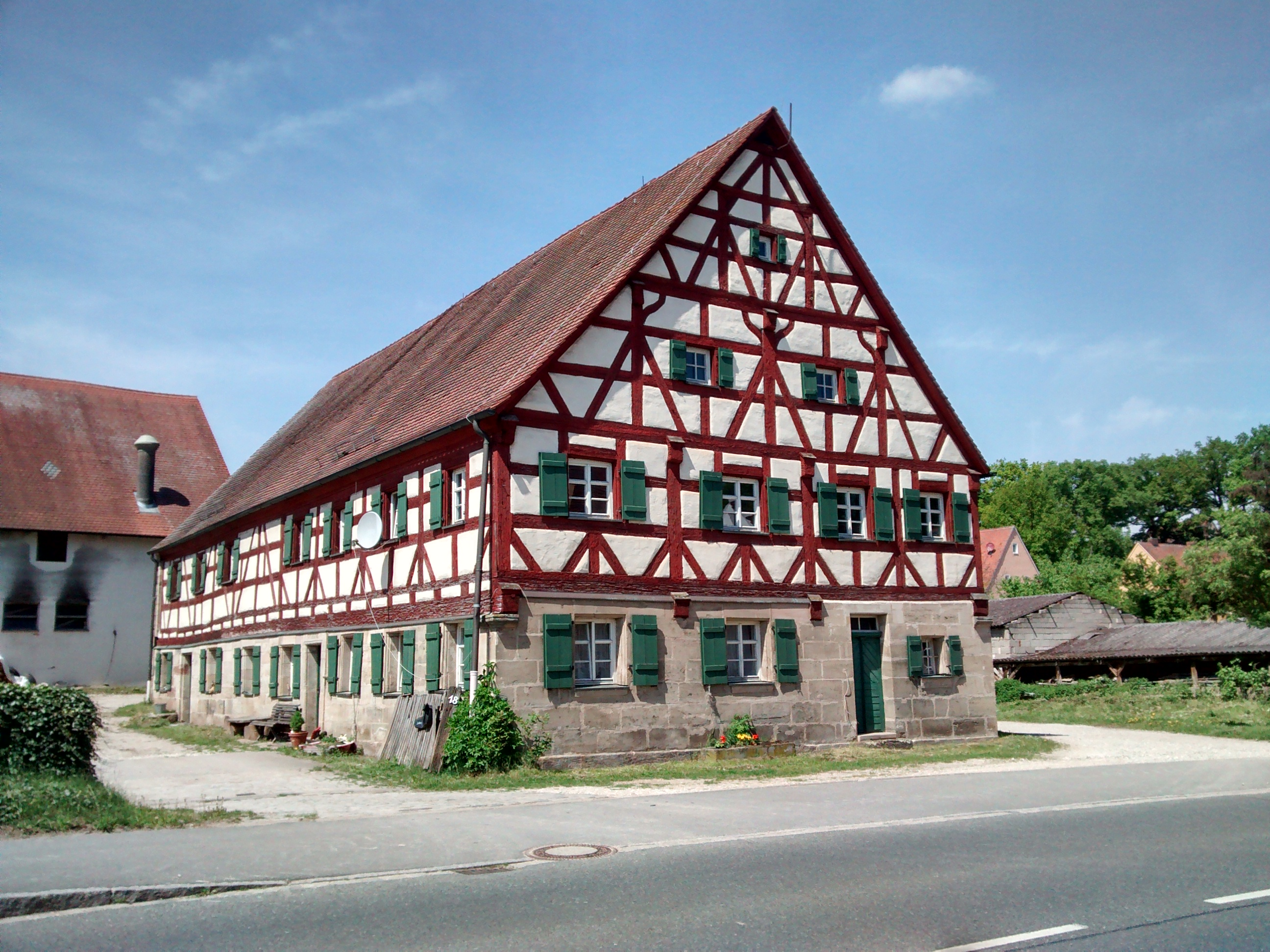
Buchschwabacher Hauptstraße 18: Wohnstallhaus

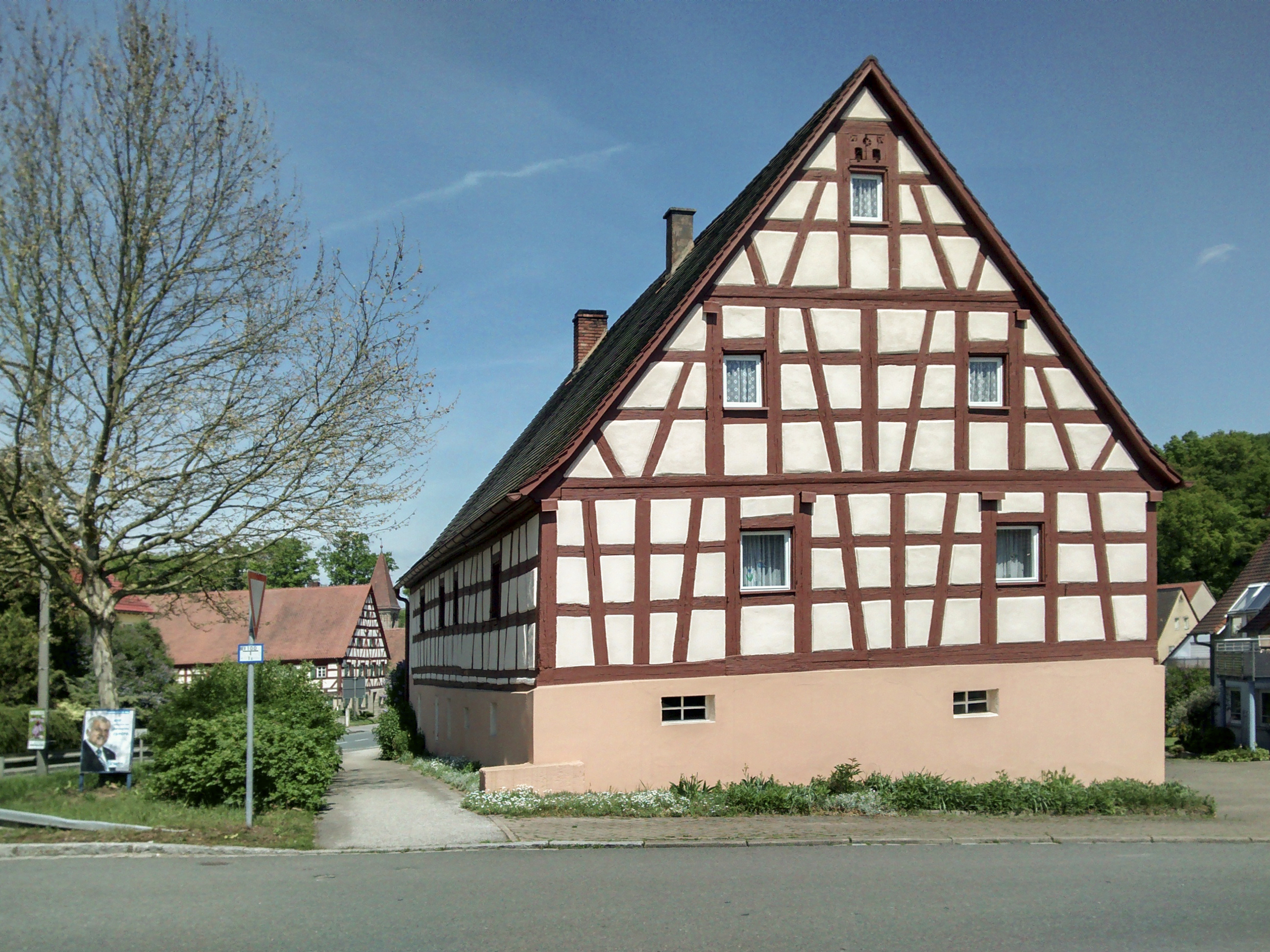
Freiherr-von-Fetzer-Weg 1: Wohnstallhaus

Buchschwabach (fränkisch: Buch-schwouba) ist ein Gemeindeteil des Marktes Roßtal im Landkreis Fürth (Mittelfranken, Bayern). Die Gemarkung Buchschwabach hat eine Fläche von 12,152 km². Sie ist in 1955 Flurstücke aufgeteilt, die eine durchschnittliche Fläche von 6216,11 m² haben. In ihr liegen neben dem namensgebenden Ort die Gemeindeteile Clarsbach und Raitersaich.

## Geographie
Das Kirchdorf liegt am Schwallbach, einem linken Zufluss der Schwabach und am Klingenwasser, der als rechter, und am Mühlbach, der als linker Zufluss in den Schwallbach mündet. Der Ort ist von Acker- und Grünland mit vereinzeltem Baumbestand umgeben. Im Westen wird die Flur Holzleite genannt, im Norden Kirchberg und Rinnengraben, im Nordosten Pfaffenberg, im Osten Langer Strich. Etwas weiter südwestlich befindet sich das Magdalenenholz, südlich das Heiligenholz und das Rohrer Holz.
Die Bundesstraße 14 verläuft an Müncherlbach vorbei nach Heilsbronn (7,5 km südwestlich) bzw. nach Großweismannsdorf (4,2 km nordwestlich). Die Kreisstraße FÜ 23/RH 14 führt nach Rohr zur Staatsstraße 2239 (2,7 km südlich). Eine Gemeindeverbindungsstraße führt nach Defersdorf (1,8 km östlich), eine weitere nach Raitersaich zur FÜ 22 (3 km westlich).

## Geschichte
Die erste urkundliche Erwähnung datiert aus dem Jahr 1396, sehr wahrscheinlich aber gab es den Ort schon seit dem 9. Jahrhundert. In den Aufzeichnungen des Benediktinerklosters St. Emmeram wird ein Gebiet namens „Puchsuapah“ (der Bach, an dem Buchen stehen) als nördliche Grenze der Klostermark bezeichnet. Vermutlich im 13. Jahrhundert wurde eine Kirche errichtet, die Mitte des 15. Jahrhunderts zerstört wurde. 1449 wurde eine neue Kirche errichtet, in der die Überreste der alten Kirche verbaut wurden (die heutige Maria-Magdalena-Kirche). Diese Kirche blieb größtenteils erhalten.
Gegen Ende des 18. Jahrhunderts gab es in Buchschwabach 26 Anwesen. Das Hochgericht übte das brandenburg-ansbachische Richteramt Roßtal aus. Die Dorf- und Gemeindeherrschaft hatten die Nürnberger Eigenherren von Forster und von Oelhafen gemeinsam inne. Grundherren waren die Nürnberger Eigenherren von Forster (drei Höfe, fünf Güter, ein Wirtshaus, ein Haus), von Kreß (zwei Höfe, ein Gütlein), von Oelhafen (drei Höfe, vier Güter, eine Mühle, eine Erbschenkstatt), von Örtel (ein Halbhof). Die Schmiede, das Schäfer- und das Hirtenhaus waren kommunale Gebäude.
Von 1797 bis 1808 unterstand der Ort dem Justiz- und Kammeramt Cadolzburg. Im Rahmen des Gemeindeedikts wurde 1808 der Steuerdistrikt Buchschwabach gebildet. Zu der I. Sektion gehörten Clarsbach und Raitersaich, zu der II. Sektion gehörten Kastenreuth, Oedenreuth, Trettendorf, Weitersdorf und Wimpashof. Im selben Jahr entstand die Ruralgemeinde Buchschwabach, die deckungsgleich war mit der I. Sektion des Steuerdistrikts. Sie war in Verwaltung und Gerichtsbarkeit dem Landgericht Cadolzburg zugeordnet und in der Finanzverwaltung dem Rentamt Cadolzburg (1919 in Finanzamt Cadolzburg umbenannt). 9 Anwesen unterstanden in der freiwilligen Gerichtsbarkeit bis 1812 und von 1820 bis 1848 dem Patrimonialgericht Buchschwabach. Ab 1862 gehörte Buchschwabach zum Bezirksamt Fürth (1939 in Landkreis Fürth umbenannt). Die Gerichtsbarkeit blieb beim Landgericht Cadolzburg (1879 in Amtsgericht Cadolzburg umbenannt), seit 1931 ist das Amtsgericht Fürth zuständig. Die Finanzverwaltung wurde am 1. Januar 1929 vom Finanzamt Fürth übernommen. Die Gemeinde hatte 1964 eine Gebietsfläche von 12,152 km².
1945 wurde durch die United States Army Air Forces (USAAF) ein Behelfsflugplatz unter der Bezeichnung Advanced Landing Ground ALG R-42 Buchschwabach in Betrieb genommen. 
Im Rahmen der Gebietsreform in Bayern wurde Buchschwabach am 1. Mai 1978 nach Roßtal eingemeindet.

### Baudenkmäler
In Buchschwabach gibt es sechs Baudenkmäler:
- Buchschwabacher Hauptstr. 18: Wohnstallhaus
- Freiherr-von-Fetzer-Weg 1: Wohnstallhaus
- Magdalenenweg 4: ehemaliges Schul- und Mesnerhaus
- Magdalenenweg 6: Filialkirche St. Maria Magdalena
- Sandleite: Gedenkstein
- Stadtwegfeld: Kelleranlage

### Bodendenkmäler
In der Gemarkung Buchschwabach gibt es ein Bodendenkmal.

### Einwohnerentwicklung
Gemeinde Buchschwabach
| Jahr      | 1818   | 1840   | 1852   | 1855   | 1861   | 1867   | 1871   | 1875   | 1880   | 1885   | 1890   | 1895   | 1900   | 1905   | 1910   | 1919   | 1925   | 1933   | 1939   | 1946   | 1950   | 1952   | 1961   | 1970   |
| Einwohner | 339    | 380    | 434    | 444    | 449    | 453    | 455    | 497    | 517    | 500    | 476    | 480    | 491    | 502    | 511    | 505    | 527    | 575    | 575    | 959    | 1220   | 1372   | 984    | 953    |
| Häuser    | 64     | 68     |        |        |        |        | 74     |        |        | 88     | 87     |        | 87     |        |        |        | 100    |        |        |        | 117    |        | 177    |        |
| Quelle    | [ 15 ] | [ 16 ] | [ 17 ] | [ 17 ] | [ 18 ] | [ 19 ] | [ 20 ] | [ 21 ] | [ 22 ] | [ 23 ] | [ 24 ] | [ 17 ] | [ 25 ] | [ 17 ] | [ 26 ] | [ 17 ] | [ 27 ] | [ 17 ] | [ 17 ] | [ 17 ] | [ 28 ] | [ 17 ] | [ 10 ] | [ 29 ] |

Ort Buchschwabach
| Jahr      | 001818 | 001840 | 001861 | 001871 | 001885 | 001900 | 001925 | 001950 | 001961 | 001970 | 001987 | 001997 | 002007 | 002018 | 002023 |
| Einwohner | 196    | 188    | 287    | 279    | 295    | 296    | 294    | 442    | 401    | 393    | 644    | *794   | *1076  | *1090  | *1077  |
| Häuser    | 37     | 40     |        |        | 50     | 51     | 57     | 70     | 55     |        | 188    |        |        |        |        |
| Quelle    | [ 15 ] | [ 16 ] | [ 18 ] | [ 20 ] | [ 23 ] | [ 25 ] | [ 27 ] | [ 28 ] | [ 10 ] | [ 29 ] | [ 30 ] | [ 1 ]  | [ 1 ]  | [ 1 ]  | [ 1 ]  |

## Religion
Der Ort ist seit der Reformation evangelisch-lutherisch geprägt und bis heute nach St. Laurentius (Roßtal) gepfarrt. Die Einwohner römisch-katholischer Konfession sind nach Christkönig (Roßtal) gepfarrt.

## Wanderwege
Durch den Ort führen die Fernwanderwege Hopfenweg und Rangau-Ostweg.

## Wirtschaft
Ende der 1990er Jahre wurde westlich von Buchschwabach das Gewerbegebiet „Flugplatz“ ausgewiesen.